# San Otero
San Otero es una localidad del municipio burgalés de Cerratón de Juarros, en la Comunidad Autónoma de Castilla y León (España). 

## Localidades limítrofes
Confina con las siguientes localidades:
- Al norte con Castil de Peones.
- Al este con Villanasur Río de Oca.
- Al sur con Cerratón de Juarros.
- Al oeste con Santa María del Invierno.

## Demografía
Evolución de la población
| Gráfica de evolución demográfica de San Otero entre 2000 y 2017    |
|                                                                    |
| Población de derecho (2000-2017) según el padrón municipal del INE |